# فرماندهی جنوبی نیروی دریایی ایالات متحده آمریکا
فرماندهی جنوبی نیروی دریایی ایالات متحده آمریکا (انگلیسی: United States Naval Forces Southern Command) عنصر دریایی فرماندهی جنوبی ایالات متحده آمریکا  و زیرمجموعه نیروی دریایی ایالات متحده آمریکا است. حوزه‌های عملیاتی این فرماندهی شامل آمریکای جنوبی، آمریکای مرکزی، کارائیب و آب‌های اطراف آن می‌شود. ستاد مرکزی فرماندهی جنوبی نیروی دریایی در پایگاه هوایی مایپورت، فلوریدا واقع شده است. فرماندهی جنوبی نیروی دریایی در سال ۱۹۶۳ تأسیس شد.